# Ente nazionale per l'artigianato e le piccole industrie
L’Ente Nazionale per le Piccole Industrie venne istituito dal R. D. 8 ottobre 1925 allo scopo di favorire la piccola industria. Fin dai primi anni di attività venne incluso anche il settore dell'artigianato, cosicché nel 1929 l'ente modificò la propria denominazione in Ente Nazionale per l'Artigianato e le Piccole Industrie (ENAPI).
Durante il ventennio fascista, l'ENAPI collaborò strettamente con la Federazione Nazionale Fascista degli Artigiani e istituì alcune sedi periferiche, all'inizio a livello interregionale, poi in ogni capoluogo di regione per poter interagire più facilmente con le aziende associate. L'ENAPI istituì anche una rete collaborativa per supportare le piccole aziende italiane con consulenze tecniche, artistiche, commerciali e finanziarie.
Dopo la seconda guerra mondiale l'ENAPI fu sottoposto alla Direzione generale dell'artigianato e delle piccole industrie costituita presso il Ministero dell'industria e del commercio con D. L. 23 febbraio 1946 n. 223.
A partire dalla fine degli anni Venti, i mobili d'intreccio in vimini e giunco "firmati" fecero le prime apparizioni nelle esposizioni di arte decorativa moderna, grazie all'azione propulsiva dell'ENAPI. Nel 1928 l'architetto razionalista Ottorino Aloisio vinse la medaglia d'oro al Concorso ENAPI per l'ammobiliamento e l'arredamento economico della casa popolare con una culla con cesto in midollino. Nel 1933, alla Triennale di Milano, l'ENAPI espose una serie di salotti nella sezione "Vimini, canna, midollo, giunco, paglia, raphia".